# كأس إسكتلندا 1955–56
كأس اسكتلندا 1955–56 (بالإنجليزية: 1955–56 Scottish Cup)‏ هو موسم من كأس اسكتلندا. فاز فيه هارت أوف ميدلوثيان.